# Prospekt’s March
Prospekt’s March – minialbum brytyjskiego zespołu Coldplay, który swą premierę miał 19 listopada 2008 roku. Pierwsze wydawnictwa pojawiły się w Szwecji oraz Japonii, tydzień później płyta pojawiła się na półkach sklepów muzycznych na całym świecie. Prospekt’s March EP został również dodany do rozszerzonego wydania Viva la Vida or Death and All His Friends jako dodatkowa płyta.
Okładka przedstawia obraz autorstwa Eugène’a Delacroixa pt. „Bitwa pod Poitiers”.

## Lista utworów
1. „Life in Technicolor II” – 4:05
2. „Postcards from Far Away” – 0:48
3. „Glass of Water” – 4:44
4. „Rainy Day” – 3:26
5. „Prospekt’s March” – 2:54
„Poppyfields” – 0:45
6. „Lost+” (gośc. Jay-Z) – 4:16
7. „Lovers in Japan” (Osaka Sun Mix) – 3:57
8. „Now My Feet Won’t Touch the Ground” – 2:29

## Certyfikaty i sprzedaż
| Kraj                  | Certyfikat    | Sprzedaż |
| --------------------- | ------------- | -------- |
| Wielka Brytania (BPI) | srebrna płyta | 60 000+  |